# Ewald Georg von Natzmer
Ewald Georg von Natzmer (* um 1721; † 4. Juli 1773) war ein preußischer Justizjurist. Er war zuletzt Präsident des Tribunals der Lande Lauenburg und Bütow.
Er stammte aus der uradligen pommerschen Familie Natzmer. Sein Vater Ernst Boguslaw von Natzmer (* um 1674; † 2. Februar 1763) war Erbherr auf Rötzenhagen und Treten. Seine Mutter war Adelheid Marie von Puttkamer (* 1694; † 11. März 1754).
Ewald Georg von Natzmer studierte ab 1739 Rechtswissenschaften an der Universität Halle. Er wurde am Grod- und Landgericht Lauenburg zunächst Gerichtsassessor, dann Grod- und Landgerichtsrat. 1765 erhielt er den Titel eines Landgerichtsdirektors. Die im Osten Pommerns gelegenen Lande Lauenburg und Bütow hatten als Lehen der Krone Polens eine Sonderstellung in Brandenburg-Preußen, unter anderem ein eigenes Grod- und Landgericht in Lauenburg und ein eigenes Tribunal als Appellationsinstanz.
1770 wurde Natzmer als Nachfolger des verstorbenen Franz von Somnitz Präsident des Tribunals der Lande Lauenburg und Bütow. Neuer Leiter des Grod- und Landgerichts wurde Heinrich Eggard von Woedtke, der darüber hinaus den zuvor von Somnitz geführten Titel eines Oberhauptmanns der Lande Lauenburg und Bütow erhielt.
Natzmer übte sein Amt bis zu seinem Tode 1773 aus. Noch im selben Jahr ordnete König Friedrich II. das Justizwesen in den Landen Lauenburg und Bütow durch Verordnung vom 14. Oktober 1773 neu und löste dabei das Lauenburger Tribunal auf.
1766 erwarb Ewald Georg von Natzmer das Familiengut Rötzenhagen, genau gesagt den Anteil Rötzenhagen (b), von seinem Bruder Klaus Ludwig von Natzmer (* 23. April 1728; † 28. April 1805). Nach seinem Tode 1773 wurde über seinen Nachlass ein Konkursverfahren eröffnet, in dessen Rahmen Rötzenhagen der Familie Natzmer verloren ging.